# Eyjafjöll
Eyjafjöll är en bergskedja på Island och där finns en stor glaciär och en vulkan vid namn Eyjafjallajökull som senast hade ett utbrott 2010.